# Palacio de Mandalay
El Palacio de Mandalay ubicado en Mandalay, Birmania, es el último palacio real de la última monarquía de Birmania. El palacio fue construido entre 1857 y 1859 como parte de la fundación de la nueva ciudad real capital de Mandalay, por parte del Rey Mindon. El plan del Palacio de Mandalay siguió en gran medida el diseño tradicional del palacio birmano, con un interior que incluye una fortaleza amurallada rodeada por un foso. El palacio se encuentra en el centro de la ciudadela. Todos los edificios del palacio son de un piso de altura. El número de agujas por encima de un edificio pone de manifiesto la importancia de la zona de abajo.